# Hömbs kyrka
Hömbs kyrka är en kyrkobyggnad som sedan 2010 tillhör Varvs församling (2006-2010 Kungslena-Hömbs församling och tidigare Hömbs församling) i Skara stift. Den ligger i norra delen av Hömbs by i den nordvästra delen av Tidaholms kommun.

## Kyrkobyggnad
Kyrkan är från tidig medeltid, men har byggts om i flera omgångar, så att den har helt förlorat sin medeltida prägel.

### I början av 1700-talet
Den dåvarande ägaren till Kavlås, Gustaf Hård, lät på egen bekostnad förlänga kyrkan 18 alnar (10,8 meter) åt öster, som tack för att han fick tillsätta sin egen pastor (Johan Scarén) när den gamla pastorn (Magnus Bessing) hade avlidit. Det gamla koret och absiden revs och ersattes med nya. Även det gamla tornet revs och ersattes av en klockstapel. Ett vapenhus och en sakristia tillkom. Efter ombyggnaden fick kyrkan en karolinsk prägel. 

### 1882–1886
Kyrkan fick ett stort torn och taket höjdes rejält enligt Fredrik Ekholms ritningar. De befintliga fönstren blev betydligt större på höjden och nya fönster togs upp. Predikstolen flyttades åt norr, där den fortfarande står och ett krucifix sattes upp på predikstolens gamla plats. Nu fick också kyrkan ett värmesystem. Efter denna ombyggnad fick kyrkan en mycket ljus och luftig prägel. Ombyggnaden bekostades av Hömbs församling.

### 1934–1935
Den senaste renoveringen skedde bara invändigt, då man ville återskapa en varm karolinsk kyrka från Gustaf Hårds tid. Den dåvarande ägaren till Kavlås, Carl von Essen, lät bekosta en insättning av värmeledning, ny bänkinredning, ny altarring, delvis ny läktare, ommålning av kyrkans innertak, väggar, predikstol, ny altartavla med mera. Som tack för denna gåva till Hömbs församling, erhöll Carl von Essen en vacker herrskapsbänk på sin 60-årsdag.

Galleri
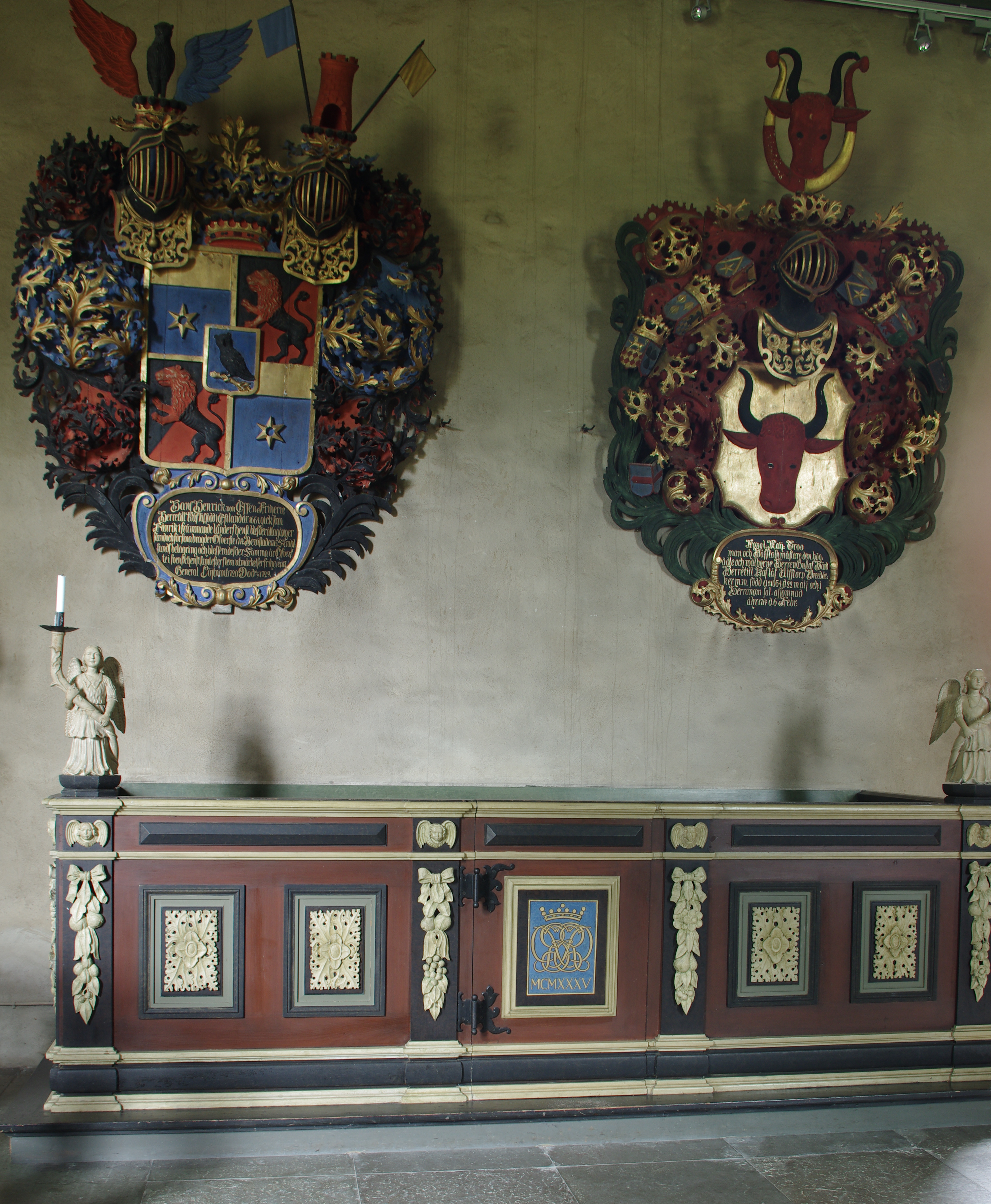
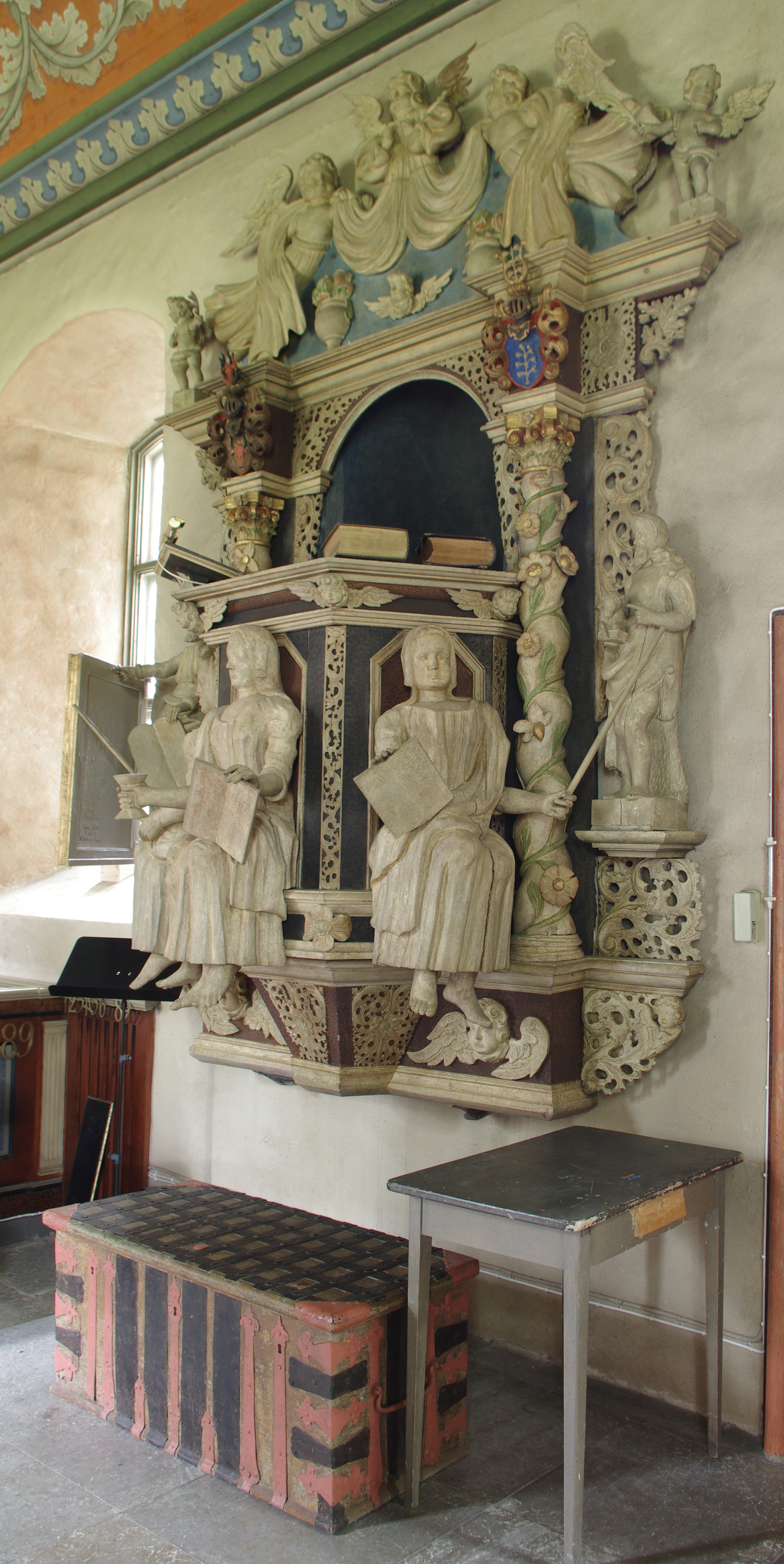
Predikstol
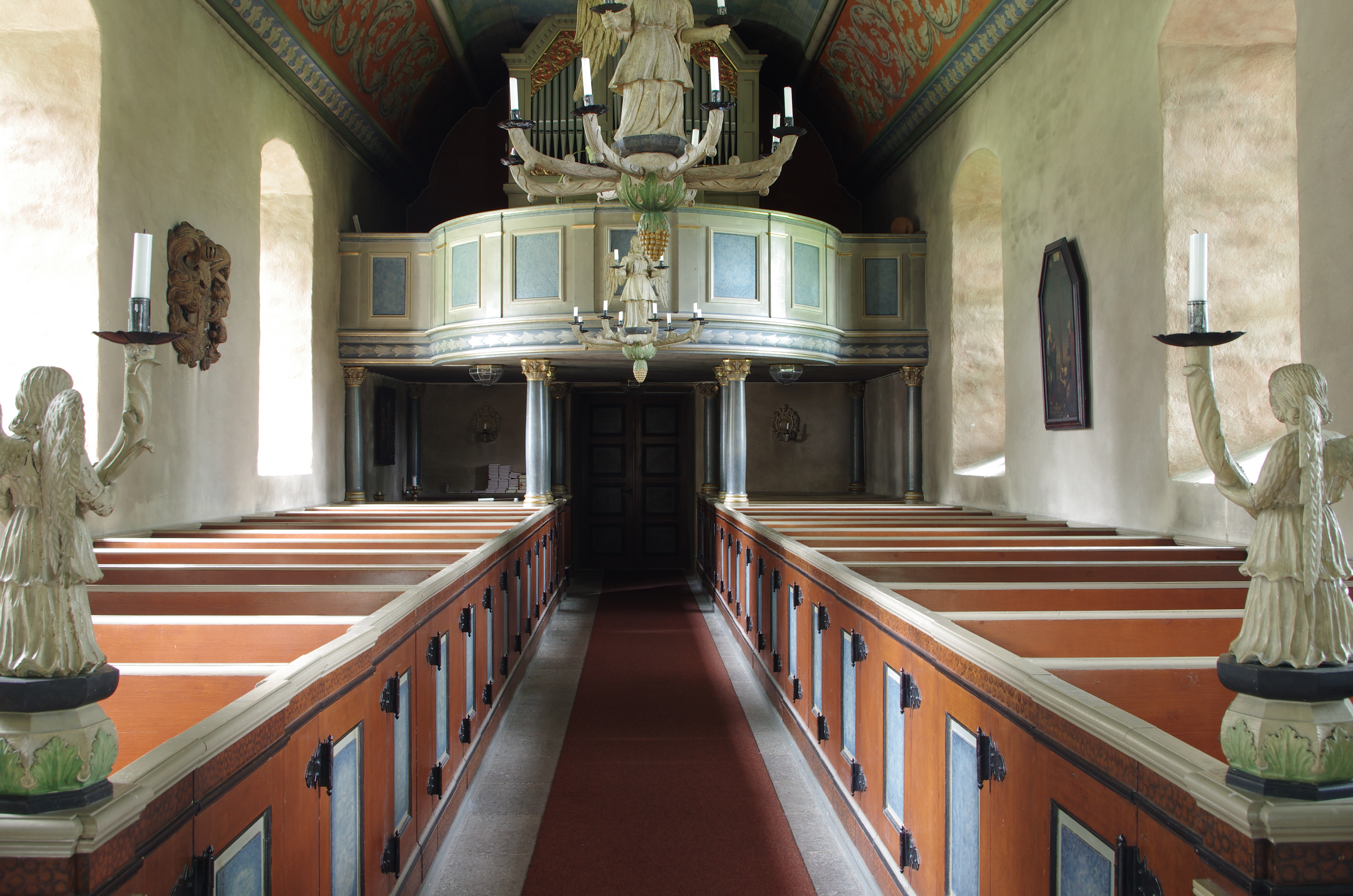
Orgelläktare
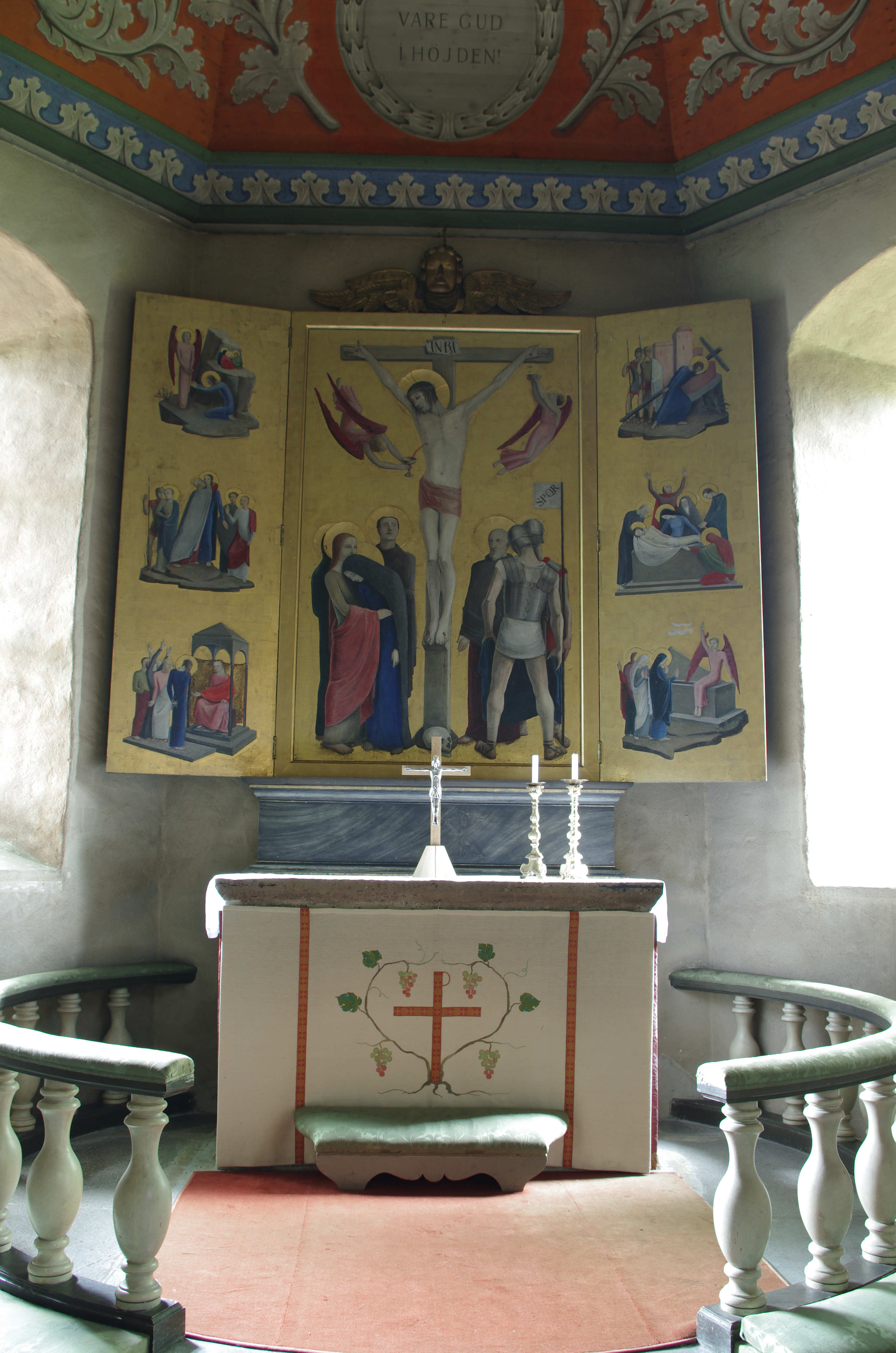
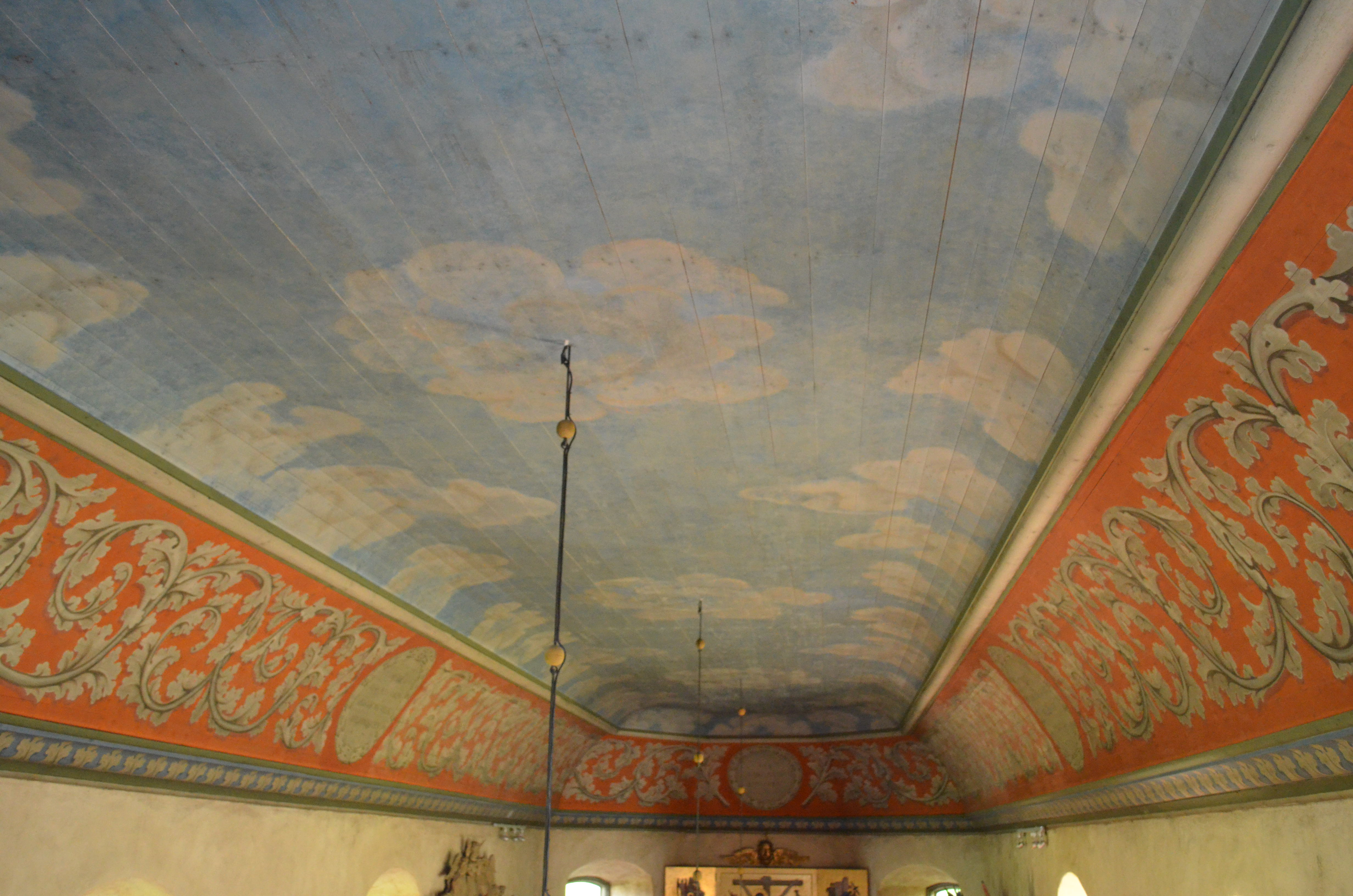
Hömb kyrkas takmålning
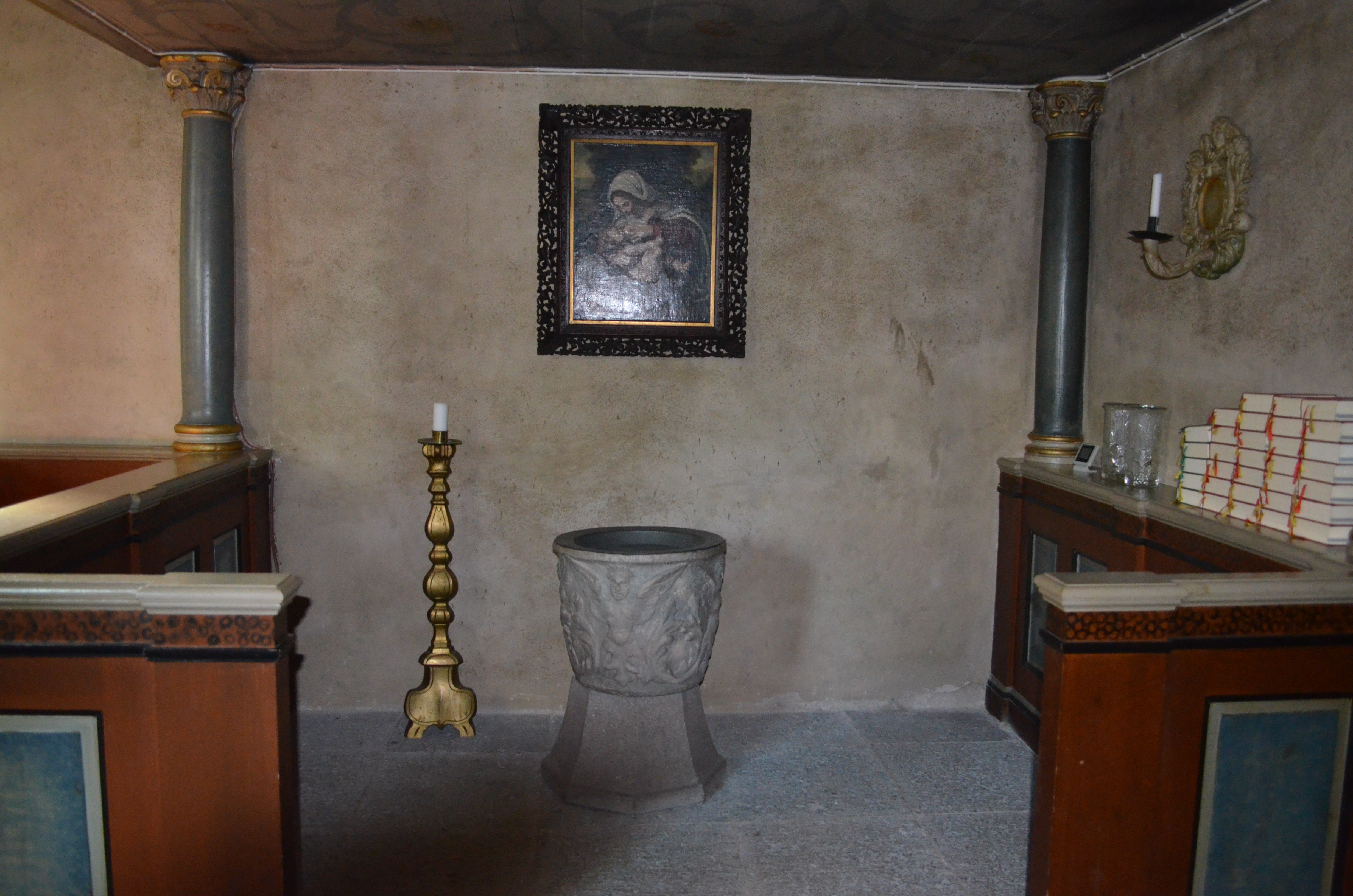
Hömb kyrkas dopfunt